# Rondel

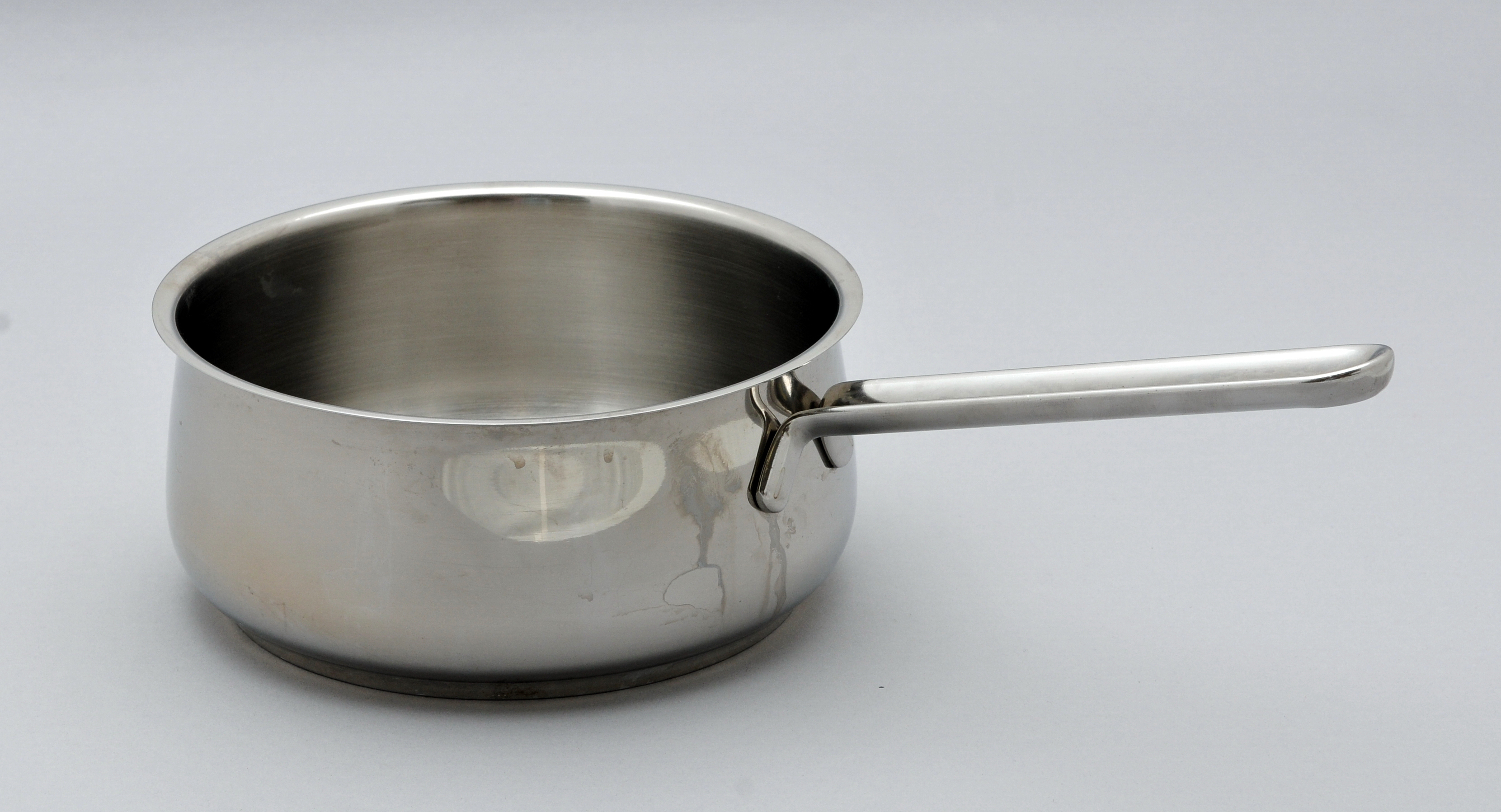
Rondel

Rondel – naczynie kuchenne służące głównie do gotowania lub duszenia, czasem do smażenia (zwłaszcza w głębokim oleju). Najczęściej stalowy lub mosiężny, rzadziej aluminiowy, w formie średnio głębokiego garnka, zazwyczaj z pojedynczym, długim uchwytem. Może być emaliowany lub pokryty od wewnątrz teflonem.